# Малієнко Юлія Борисівна
Малієнко Юлія Борисівна (22 листопада 1960) — старший науковий співробітник лабораторії суспільствознавчої освіти Інституту педагогіки НАПН України, кандидат педагогічних наук, учитель-методист.

## Навчання
Ю.Малієнко в 1983 р. закінчила історичний факультет Київського національного університету імені Т. Г. Шевченка.

## Вчительська праця
З 1983 року викладає історію в школах м. Києва.
У 2000 р. Ю.Малієнко стала переможцем міського етапу і лауреатом Всеукраїнського конкурсу «Вчитель року» у номінації «Історія».

## Наукова діяльність
Після цього успіху почала працювати науковим співробітником лабораторії суспільствознавчої освіти Інституту педагогіки НАПН України.
В 2007 році захистила кандидатську дисертацію на тему «Методика навчання історії середніх віків у 7 класі загальноосвітньої школи».
Сфера наукових інтересів:
- всесвітня історія, зокрема історія Середніх віків,
- методика навчання всесвітньої історії у загальноосвітній школі[2].

Ю.Малієнко входила до складу робочої групи з розроблення програм зовнішнього незалежного оцінювання у 2016 році.

## Перелік публікацій
Ю.Малієнко — автор і співавтор посібників та навчально-методичної літератури для школярів і учителів: «Книга для читання з історії Середніх віків», книги для учителя, робочі зошити з всесвітньої історії для 7 і 8 класів, програми профільного курсу «Досліджуємо історію України» для класів суспільно-гуманітарного профілю навчання.
- Малієнко Юлія Борисівна. Методика навчання історії середніх віків у 7 класі загальноосвітньої школи [Текст]: дис… канд. пед. наук: 13.00.02 / Малієнко Юлія Борисівна ; АПН України, Ін-т педагогіки. — К., 2007. — 212 арк. — Бібліогр.: арк. 178—193
- Малієнко Юлія Борисівна. Методика навчання історії середніх віків у 7 класі загальноосвітньої школи [Текст]: автореф. дис… канд. пед. наук: 13.00.02 / Малієнко Юлія Борисівна ; Ін-т педагогіки АПН України. — К., 2006. — 20 с.
- Книга для читання з історії середніх віків [Текст]: навч. посіб. для 7 кл. загальноосвіт. навч. закл. / уклад. Н. П. Клименко, Ю. Б. Малієнко. — К. : Генеза, 2004. — 304 с.: іл. — ISBN 966-504-287-4
- Малієнко Юлія Борисівна. Історія середніх віків. 7 клас [Текст]: зошит для темат. оцінювання : 2 варіанти запитань та завдань, 4 рівні складності / Ю. Б. Малієнко. — К. : Генеза, 2007. — 29 с. — ISBN 978-966-504-649-3
- Малієнко Юлія Борисівна. Історія Середніх віків. 7 клас [Текст]: зошит для темат. оцінювання: відповідає підруч. Н. Г. Подалак «Історія Середніх віків» / Ю. Б. Малієнко. — К. : Генеза, 2008. — 30 с. — ISBN 978-966-504-649-3
- Малієнко Юлія Борисівна. Історія Середніх віків. 7 клас [Текст]: робочий зошит / Ю. Б. Малієнко. — К. : Генеза, 2008. — 88 с. — ISBN 978-966-504-648-6
- Пометун Олена Іванівна. Історія. Середні віки [Текст]: підруч. для 7-го класу / О. І. Пометун, Ю. Б. Малієнко ; АПН України, Ін-т педагогіки. — К. : Педагогічна думка, 2008. — 231 с.: іл. — ISBN 978-966-644-133-4
- Зимівець Н. В. Впровадження пілотної моделі структурної профілактики насильства щодо дітей [Текст]: інформ.-метод. матеріали / Н. В. Зимівець, Ю. М. Малієнко, Т. П. Цюман; за заг. ред. І. Д. Звєрєвої. — К. : [б. в.], 2009. — 64 с. : іл., табл. — Бібліогр.: с. 41.
- Подаляк Наталія Гордіївна. Всесвітня історія. Новий час (кінець XV—XVIII ст.). 8 клас [Текст]: зошит для темат. оцінювання : 2 варіанти запитань і завдань, 4 рівні складності / Н. Г. Подаляк, Ю. Б. Малієнко. — К. : Генеза, 2011. — 31 с. — (Тематичне оцінювання). — Назва обкл. : Зошит для тематичного оцінювання. Всесвітня історія. Новий час (кінець XV—XVIII ст.) . — 3000 экз. — ISBN 978-966-504-842-8
- Подаляк Наталія Гордіївна. Всесвітня історія. 8 кл. Новий час, кінець XV—XVIII ст. [Текст]: підруч. для 8 кл. загальноосвіт. навч. закл. / Н. Г. Подаляк, 2008. — 239 с. . — [Б. м. : б. и.]
- Подаляк Наталія Гордіївна. Всесвітня історія. Новий час (кінець XV—XVIII ст.) [Текст]: роб. зошит: 8 кл. / Н. Г. Подаляк, Ю. Б. Малієнко. — К. : Генеза, 2011. — 104 с. : карти, схеми, табл., іл. — 3000 экз. — ISBN 978-966-504-841-1
- Подаляк Наталія Гордіївна. Всесвітня історія. 8 кл. Новий час, кінець XV—XVIII ст. [Текст]: підруч. для 8 кл. загальноосвіт. навч. закл. / Н. Г. Подаляк, 2008. — 239 с. . — [Б. м. : б. и.]
- Малієнко Юлія Борисівна. Історія Середніх віків. Книжка для вчителя. 7 клас [Текст]: календар.-темат. планування, розробки уроків / Ю. Б. Малієнко. — К. : Генеза, 2011. — 175 с. : іл. — Бібліогр.: с. 173. — 3023 экз. — ISBN 978-966-11-0062-5
- Музей і відвідувач [Текст]: метод. розробки, сценарії, концепції / Дніпропетр. іст. музей ім. Д. І. Яворницького ; [упоряд.: Капустіна Н. І., Гайда Л. О. ; редкол.: Н. І. Капустіна, В. М. Бекетова, Ю. М. Малієнко ; фотогр.: Ю. В. Воротніков та ін.]. — Д. : [б. в.], 2005. — 148, [14] с. : фотогр. кольор. — Бібліогр. в кінці ст.
- Пометун Олена Іванівна. Історія України (Вступ до історії) [Текст]: підруч. для 5 кл. загальноосвіт. навч. закл. / О. І. Пометун, І. А. Костюк, Ю. Б. Малієнко. — К. : Освіта, 2013. — 189 с. : кольор. іл. — 202 600 экз. — ISBN 978-617-656-203-0
- Малієнко Юлія Борисівна. Історія України (Вступ до історії). 5 клас. Зошит для тематичного оцінювання [Текст]: [навч. посіб.] / Ю. Б. Малієнко, О. І. Пометун. — К. : Освіта, 2013. — 31 с. — 10 040 экз. — ISBN 978-617-656-238-2
- «Музеї у сучасному поліетнічному світі», всеукраїнський музейний фестиваль (2 ; 2008 ; Дніпропетровськ). Другий Всеукраїнський музейний фестиваль «Музеї у сучасному поліетнічному світі» [Текст]: кат. учасн. / Дніпропетр. облдержадмін., Дніпропетр. облрада, Дніпропетр. іст. музей ім. Д. І. Яворницького ; [упоряд.: Капустіна Н. І., Бекетова В. М., Малієнко Ю. М.]. — Д. : Дніпропетровський історичний музей, 2008. — 102 с. : фотоіл.
- Пометун Олена Іванівна. Всесвітня історія. Історія України [Текст]: підруч. для 6 кл. загальноосвіт. навч. закл. / О. І. Пометун, П. В. Мороз, Ю. Б. Малієнко. — Київ: Освіта, 2014. — 255 с. : кольор. іл. — 203260 экз. — ISBN 978-617-656-302-0
- Пометун Олена Іванівна. Всесвітня історія [Текст]: підруч. для 7 кл. загальноосвіт. навч. закл. / О. І. Пометун, Ю. Б. Малієнко. — Київ: Освіта, 2015. — 223 с. : іл. — Бібліогр.: с. 223. — 30030 экз. — ISBN 978-617-656-418-8
- Пометун Олена Іванівна. Всесвітня історія. Історія України [Текст]: підруч. для 6 кл. загальноосвіт. навч. закл. / О. І. Пометун, П. В. Мороз, Ю. Б. Малієнко. — Київ: Освіта, 2015. — 255 с. : іл. — 4430 экз. — ISBN 978-617-656-302-0
- Пометун Олена Іванівна. Всесвітня історія [Текст]: підруч. для 7 кл. загальноосвіт. навч. закл. / О. І. Пометун, Ю. Б. Малієнко. — Київ: Освіта, 2016. — 223 с. : іл. — Бібліогр.: с. 223. — 30020 экз. — ISBN 978-617-656-418-8

## Нагороди
- Відмінник освіти України
- Почесний знак «Василь Сухомлинський».